# ستايسي داي
ستايسي داي (بالإنجليزية: Stacey Day)‏ (29 نوفمبر 1988 في المملكة المتحدة - ) هي لاعبة كرة قدم أسترالية في مركز الدفاع. لعبت مع Adelaide United FC (women) ‏ وNewcastle Jets FC (W-League) ‏.